# Sister Sin
I Sister Sin sono un gruppo musicale heavy metal svedese, formatosi a Göteborg nel 2002.

## Formazione

### Formazione attuale
- Liv Jagrell - voce
- Jimmy Hiltula - chitarra
- Strandh - basso
- Dave Sundberg - batteria

## Discografia

### Album in studio
- 2003 – Dance of the Wicked
- 2008 – Switchblade Serenades
- 2011 – True Sound of the Underground
- 2012 – Now and Forever
- 2014 – Black Lotus

### EP
- 2007 - Smash the Silence